# Stelligkeit
Der Begriff Stelligkeit steht in der Mathematik für die Anzahl der Argumente einer Abbildung, einer Verknüpfung,  bzw. eines Operators oder in der Informatik für die Parameteranzahl von Funktionen, Prozeduren oder Methoden. Allgemeiner kann dieser Begriff auch auf Relationen angewendet werden.

## Stelligkeit für Abbildungen
Einstellige Funktionen sind nichts anderes als Abbildungen, in die man ein Argument einsetzen kann. Ein typisches Beispiel ist etwa die Betragsfunktion (absoluter Wert) einer Zahl. 
Zweistellige Funktionen benötigen zwei Argumente. Diese nennt man je nach Kontext auch zweistellige Verknüpfung, wobei man sich vorstellt, dass die beiden Argumente durch die Funktion zu einem dritten verknüpft werden. 
Beispiele für zweistellige Verknüpfungen sind etwa die arithmetischen Operationen Addition, Subtraktion, Multiplikation, oder Division, oder die logischen Operationen und und oder. 
Die Funktion {\displaystyle f\colon \,\mathbb {R} \times \mathbb {N} \to \mathbb {R} ,\,(x,n)\mapsto f(x,n):=x^{n}} ist ein Beispiel für eine zweistellige Funktion, die man eher nicht als Verknüpfung ansieht.
Mehrstellige Funktionen. Eine {\displaystyle k}-stellige Funktion, {\displaystyle k>0}, ist eine Abbildung mit {\displaystyle k} Argumenten:
{\displaystyle f\colon \,A_{1}\times A_{2}\times \dotsb \times A_{k}\to B,\,(a_{1},\dotsc ,a_{k})\mapsto f(a_{1},\dotsc ,a_{k}).}
Für {\displaystyle A_{1}=A_{2}=\dotsb =A_{k}=A} gilt {\displaystyle A_{1}\times A_{2}\times \dotsb \times A_{k}=A^{k}=\{g\mid g\colon \,\{0,\dotsc ,k-1\}\to A\}},
so dass man dann eine Funktion {\displaystyle f\colon \,A^{k}\to B} hat.
Ein Beispiel ist die Norm eines Vektors aus dem Vektorraum {\displaystyle \mathbb {R} ^{k}}, die aus den {\displaystyle k} Komponenten des Vektors gebildet wird. Man hat dann die {\displaystyle k}-stellige Funktion {\displaystyle \textstyle f\colon \mathbb {R} ^{k}\rightarrow \mathbb {R} ,\,(a_{1},\ldots ,a_{k})\mapsto {\sqrt {(}}a_{1}^{2}+\ldots a_{k}^{2})}.
Nullstellige Funktionen. Schließlich kann man die Auswahl eines festen Elements als nullstellige Funktion auffassen, etwa die Auswahl der Konstanten 0 oder 1. Das wird dadurch gerechtfertigt, dass das leere kartesische Produkt {\displaystyle A^{0}} gleich {\displaystyle \{\emptyset \}} ist und daher eine Abbildung {\displaystyle f\colon A^{0}\rightarrow B} durch die Wahl des Bildes {\displaystyle f(\emptyset )} festgelegt ist. Dem liegt die Vorstellung zu Grunde, dass man hier eine „Funktion“ hat, in die man nichts Variables einsetzen kann. Viele Autoren sprechen dann aber lieber von Konstanten. 

## Beispiele und Anmerkungen
- Die üblichen aus der Schule bekannten Funktionen wie die Quadratfunktion {\displaystyle x\mapsto x^{2}} oder die Exponentialfunktion {\displaystyle x\mapsto e^{x}} sind einstellig.
- Die Addition auf den reellen Zahlen ist eine zweistellige Abbildung {\displaystyle +:\mathbb {R} ^{2}\rightarrow \mathbb {R} }. Statt {\displaystyle +(x,y)} für das Ergebnis einer solchen Addition verwendet man die geläufigere Schreibweise {\displaystyle x+y}.
- Mehrstellige Funktionen sind prinzipiell vermeidbar, denn man kann statt {\displaystyle k} Argumenten {\displaystyle a_{1},\ldots a_{k}} genauso gut nur ein Argument verwenden, das dann das Tupel {\displaystyle (a_{1},\ldots ,a_{k})} ist. In der Informatik entspricht das dem Übergang von einer Methode mit {\displaystyle k} Variablen zu einer Methode, der ein Array, bestehend aus {\displaystyle k} Einträgen, zu übergeben ist. Letztlich ist das eine Frage der Zweckmäßigkeit.
- In der Physik hat man es häufig mit Größen zu tun, die von mehreren Parameters abhängen. So hängt der Druck {\displaystyle P} eines eingeschlossenen Gases von dessen Volumen {\displaystyle V} und dessen Temperatur {\displaystyle T} ab. In der Physik sagt man, {\displaystyle P} sei eine Funktion von {\displaystyle V} und {\displaystyle T} und schreibt das als zweistellige Funktion {\displaystyle P(V,T)}. Hier wäre eine Zusammenfassung der Argumente zu einem Tupel {\displaystyle (V,T)} unzweckmäßig, da man oft das Verhalten bei Änderung nur einer der Größen untersucht.

## Stelligkeit von Relationen
Man nennt eine Teilmenge {\displaystyle R\subset A_{1}\times A_{2}\times \dotsb \times A_{k}} eine {\displaystyle k}-stellige Relation. Ist {\displaystyle A_{1}=\dotsb =A_{k}=A}, so spricht man von einer {\displaystyle k}-stelligen Relation auf {\displaystyle A}.
Eine einstellige Relation ist demnach nichts anderes als eine Teilmenge. 
Eine nullstellige Relation ist wegen {\displaystyle \textstyle \prod _{i=1}^{0}A_{i}=\{\emptyset \}} bzw. {\displaystyle A^{0}=\{\emptyset \}} (leeres kartesisches Produkt) stets eine Teilmenge von {\displaystyle \{\emptyset \}}, also gleich {\displaystyle \emptyset } oder {\displaystyle \{\emptyset \}}. Ordnet man dies den logischen (booleschen) Konstanten falsch (für {\displaystyle \emptyset }) und wahr (für {\displaystyle \{\emptyset \}}) zu, so erhält man die nullstelligen Relationen als Wahrheitswerte.
Ein typisches Beispiel für eine zweistellige Relation ist
{\displaystyle \{(m,m+k)\mid m,k\in \mathbb {N} _{0}\}\subset \mathbb {N} _{0}\times \mathbb {N} _{0}},
Dies ist eine zweistellige Relation auf den natürlichen Zahlen {\displaystyle \mathbb {N} _{0}}, die man üblicherweise mit {\displaystyle \leq } bezeichnet. Statt {\displaystyle (m,n)\in {\leq }} 
schreibt man {\displaystyle m\leq n}.
Auch für beliebige zweistellige Relationen {\displaystyle R} wird {\displaystyle (x,y)\in R} der besseren Lesbarkeit wegen gern als {\displaystyle xRy} wiedergegeben.

## Zusammenhang zwischen Funktionen und Relationen
Beachtet man, dass Funktionen spezielle Relationen sind, so decken sich die hier für Abbildungen und Relationen gegebenen Definitionen der Stelligkeit nicht. Behandelt man eine {\displaystyle k}-stellige Funktion als Relation, so bedeutet das, dass man von der Funktion 
{\displaystyle f\colon \,A_{1}\times \dotsb \times A_{k}\to B}
zu ihrem Funktionsgraphen
{\displaystyle \{(a_{1},\dotsc ,a_{k},b)\in A_{1}\times \dotsb \times A_{k}\times B|\,f(a_{1},\dotsc ,a_{k})=b\}\,\subset \,A_{1}\times \dotsb \times A_{k}\times B}
übergeht, und das ist eine {\displaystyle (k+1)}-stellige Relation.